# Munggugianti
Munggugianti is een bestuurslaag in het regentschap Gresik van de provincie Oost-Java, Indonesië. Munggugianti telt 1642 inwoners (volkstelling 2010).